# アドルフ・フォン・ヘンゼルト

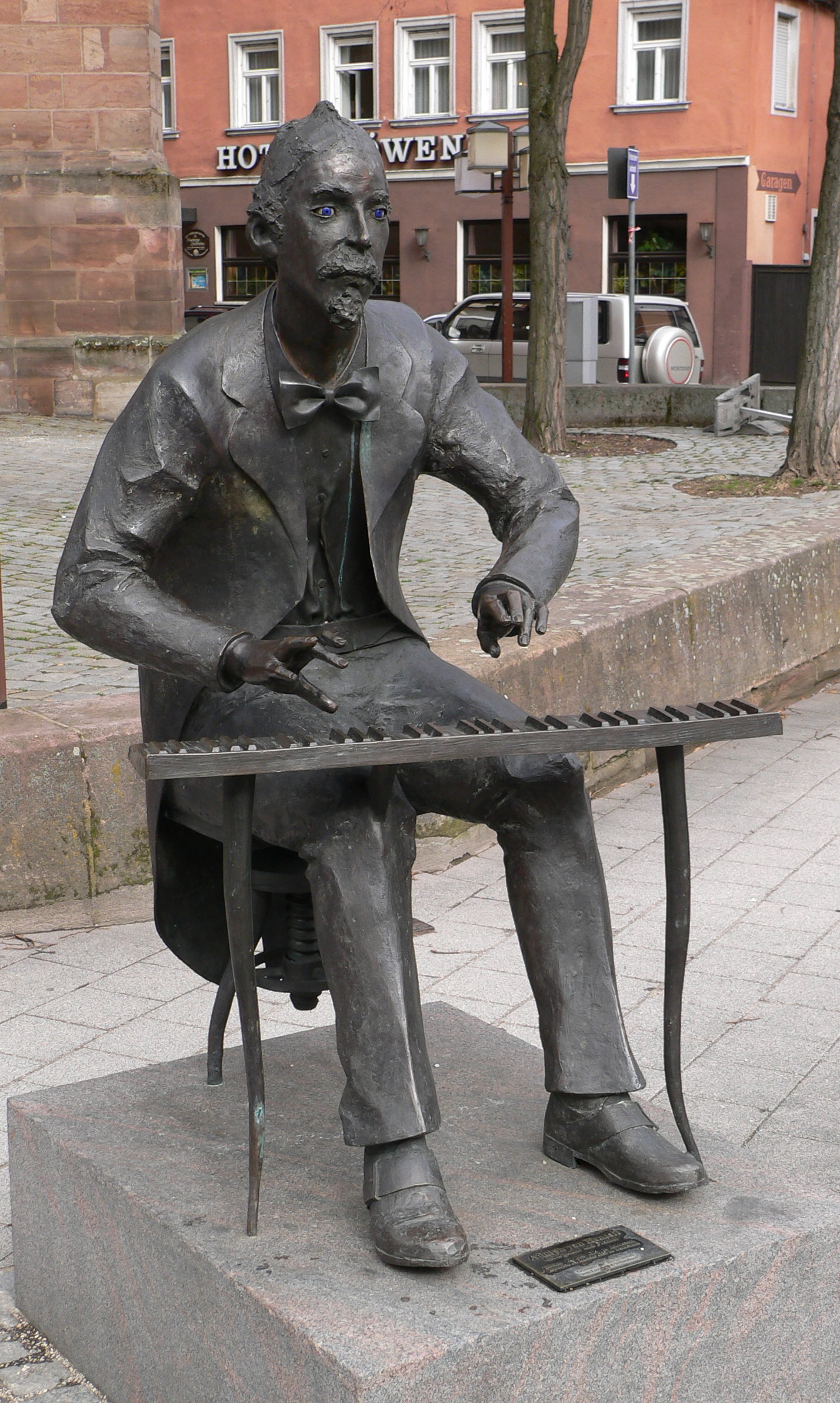
シュヴァーバッハに建てられたヘンゼルトの像

アドルフ・フォン・ヘンゼルト（Adolf von Henselt, 1814年5月12日 - 1889年10月10日）はドイツ・ロマン派音楽の作曲家・ピアニスト。バイエルン王国シュヴァーバッハ（ニュルンベルク近郊）出身。ロシア帝国に渡って、今日まで続くロシア・ピアノ楽派の基礎を築いた。

## 生涯
3歳でヴァイオリンを、5歳でピアノを始める。バイエルン国王ルートヴィヒ1世より経済的支援を受け、ヴァイマルで数ヶ月間ヨハン・ネポムク・フンメルに師事した後、1832年にウィーンに行って音楽理論家ジーモン・ゼヒターに作曲を師事、そのかたわらで演奏会ピアニストとしても大成功を収める。
1837年にブレスラウに定住してロザリエ・フォーゲル（Rosalie Vogel）と結婚するが、翌年にはサンクトペテルブルクに移住、ロシア宮廷ピアニストとなり、音楽教師としても活動を開始。1852年と1867年に2度イングランドを訪れたが、1867年には演奏活動を行わなかった。一時期アントン・ルビンシテインの下でサンクトペテルブルク音楽院の副院長を務めたこともあった。1876年に貴族に列せられた。
夏ごとにドイツに帰省してはいたものの、ペテルブルクがヘンゼルトの実質的な拠点であった。ヴァルムブルン（Bad Warmbrunn、現・ポーランド、イェレニャ・グラ近郊）に滞在中に、心臓病のために他界している。

## 演奏
ヘンゼルトの演奏の特徴は、フランツ・リストの響きの豊かさと、旧師フンメルの滑らかさを兼ね備えていた点にある。その演奏は詩情に満ち、カンタービレ奏法では並び立つ者がいなかった。これにはリストでさえ「ビロードの掌」と呼んで羨んだ。完成された演奏技巧から、音域の広い和音をつかむことも得意だった。次世代のロシア人ピアニストに対してヘンゼルトの影響力は濃厚であった。ジョン・フィールドから芽生えたロシア・ピアノ楽派は、ヘンゼルトの演奏と指導によって発展を見たのである。セルゲイ・ラフマニノフはヘンゼルトを非常に高く評価しており、自身に最も大きな影響を与えたピアニストであると見做していた。
カール・マリア・フォン・ウェーバーやフレデリック・ショパンの作品の卓越した演奏家であった。自作の《ピアノ協奏曲ヘ短調》作品16は、かつてはヨーロッパで頻繁に演奏された（今日では、マルカンドレ・アムランの演奏が入手できる）。数多くの練習曲のうち、《12の演奏会用性格的練習曲》作品2の第6番《もしも私が鳥ならば Si oiseau j'étais》は非常に有名である。
30代のうちに作曲活動を止めているが、理由ははっきりしない。協奏曲ではピアノ独奏が始まるまで舞台袖に待機していたというほどのパラノイアすれすれの舞台恐怖症（Stage fright)）のために、33歳までに演奏界から身を引いている。
彼の作品には、多くのピアノ独奏曲のほかに、2つの協奏作品（《ピアノ協奏曲》作品16およびピアノと管弦楽のための《「私がノルマンディを離れる前に」による演奏会用変奏曲》作品11）、チェロとピアノのための《二重奏曲》作品14、《ピアノ三重奏曲》作品24、ピアノ4手連弾のための《カノン》、4声の男声合唱のための《Der Dumbau》、4声の男声合唱のための《朝の歌》作品39、歌曲《遠い国》などがある。